# 二見健太郎
二見 健太郎（ふたみ けんたろう、1959年5月10日）は、元ラグビー選手で、再生エネルギー・環境分野の企業コンサルタント。株式会社ツースリー代表取締役。

## 来歴
1978年3月宮崎県立高鍋高等学校卒。1983年3月同志社大学経済学部卒。同志社ラグビー部時代の主なチームメートは、林敏之4年、二見健太郎3年、大八木淳史2年、平尾誠二1年、土田雅人1年（現在日本ラグビー協会会長）。
1983年4月〜1986年3月：東京三洋電機株式会社入社。
1986年4月〜2008年3月：三洋電機株式会社（以降合併により三洋電機株式会社）。2008年4月〜2010年3月：永田紙業株式会社 新規事業部 事業部長職を歴任。2010年4月〜2012年6月：ヤマト・インダストリー株式会社 取締役 新規事業担当を歴任。
2012年7月〜2019年5月：中西金属工業株式会社 新規事業推進部長を歴任（NKCむらやまソーラーパワー株式会社 代表取締役社長兼務、並びにNKCながいグリーンパワー株式会社 代表取締役社長兼務、並びに、シー・ティ・マシン株式会社 代表取締役社長兼務、並びに、イーグローバレッジ株式会社 取締役兼務）。

## バイオマス発電事業への関与
2015年、二見健太郎は、山形県長井市における木質バイオマス発電所整備を目的として設立された「ながいグリーンパワー株式会社」の事業に関与した。同社は、未利用木材を燃料とするバイオマス発電所を建設し、地域資源を活用した再生可能エネルギーの供給体制を整備した。発電所は約25億円を投じて整備され、地元住民13名を雇用。年間発電量は約1,480万kWhで、一般家庭約3万世帯分の電力を供給可能とされる。
二見は2017年2月15日に山形県庁で行われた記者会見に登壇し、同発電所の概要について説明を行った。発電方式には、木質チップから可燃性ガスを発生させる手法を採用し、木材の乾燥工程を省くことで変換効率を高めている。年間で約2万6千トンの木質チップを使用し、8,480トンの二酸化炭素排出削減効果が見込まれている。こうした取り組みは、再生可能エネルギーの推進および林業関連産業への波及効果も期待されている。

## 人物
高校1年生はバレー部に所属し、高校2年生よりラグビー部にてラグビーを始める。半年後には国民体育大会少年の部（高校生対象）の全宮崎県代表に選出され、佐賀で開催された国体に出場し決勝まで勝ち進む。決勝では当時全盛期であった目黒高校、国学院久我山高校の混成チームであった東京都代表に惜敗する。
高校三年生5月には高校日本代表候補に選出されるが怪我により選出ならずも、秋のオーストラリア高校代表との試合には高校日本代表に選出される。最終的には怪我により代表は辞退した。
ラグビー伝統校で強豪の同志社大学受験も叶わず浪人生活に入る。浪人時代は宮崎県川南クラブにてプレーし活躍する。川南クラブはその年の九州クラブ大会で優勝するも、決勝戦は残念ながらリザーブとなりレギュラーでは出場出来なかった。当時の川南クラブのメンバーは後年、後に同志社大学でレギュラーとして大学日本一となる二見健太郎をリザーブに置いていたことを誇らしげに語っている。
1年間の浪人を経て同志社大学に入学し、激しい部内競争を勝ち抜き3回生時にレギュラーに定着する。その年の最終成績は全国大学ラグビー選手権準決勝で明治大学に敗退。
最終学年となった4回生時には、全国大学ラグビー選手権決勝で前年苦杯を舐めた明治大学を破って優勝を飾る。
同志社大学卒業後も社会人ラグビーを継続するため、関東社会人リーグの強豪であった東京三洋に入社する。1年目からレギュラーを獲得し、同年冬に実施された全国社会人ラグビー大会にて準々決勝でトヨタ自動車を撃破する。準決勝で当時最強を誇った新日鉄釜石に完敗を喫する。
社会人2年目も全国社会人ラグビー大会で準決勝まで進出するも、神戸製鋼に逆転負けを喫する。3年目は、会社で起こったファンヒーター死亡事故のショックを引き摺り下馬評の低かった九州電力に逆転負けを喫する。4年目は全国社会人ラグビー大会出場を巡る予選決勝でNECに敗退する。
5年目は、他大学を圧倒する強さを誇った同志社大学時代のチームメートであった林敏之、大八木敦史、平尾誠二を擁する神戸製鋼と対戦し惜敗する。簡単な位置からのゴールキックを外し最終スコアは12-14であった。
6年目以降からは、日本代表正No.8のシナリ・ラトゥの加入によりリザーブに回る。全国社会人ラグビー決勝戦において再び神戸製鋼と相対することになり、伝説となったイアン・ウィリアムスのトライにより試合終了目前に大逆転を喫する。同年に現役を引退する。
引退後は宮地克己三洋電機ラグビー部監督（第一回ワ−ルドカップ日本代表監督）のもと二軍監督（２年）や主務（４年）等のスタッフを務め三洋電機ラグビー部を支えた。
また、三洋電機ラグビー部関連職を退いてからも東毛ワイルとナイツラグビースクールの指導者や関東ラグビー協会のレフリーとして、引き続きラグビーに携わった。
社業においてはラグビーと両立させる形で購買部門、企画部門、管理部門を歴任した。
ラグビー関連役職を退任後の40歳からは新商品開発部門や新規事業開発部門においてコージェネレーションシステム、太陽光発電、蓄電池などの環境関連商品の開発・創出を牽引して事業化に成功した。